# روراوه
روراوه (به عربی: الروراوة) یک شهرداری در الجزایر است که در استان بویره واقع شده‌است. روراوه ۷٬۲۰۹ نفر جمعیت دارد.